# 亚历杭德罗·雷洪
亚历杭德罗·雷洪（西班牙語：Wilberth Alejandro Rejón Huchin，1997年5月18日—）是墨西哥诗人，尤卡坦国际诗歌节的创办人。他的一些作品已被翻译成阿拉伯文，意大利文，罗马尼亚文，希腊文，法文，加泰罗尼亚文和孟加拉文。